# Khan Younès
Khan Younès (en arabe : خان يونس) est une ville palestinienne située dans le sud de la bande de Gaza. Elle tire son nom d'un émir turc du XIVe siècle, Yunus al-Nûrûzi Khan, et désignerait l’emplacement d’un caravansérail sur le chemin de la Mecque.
La ville compte plusieurs camps de réfugiés palestiniens dont le plus important est le camp Al Amal, qui héberge des milliers de Palestiniens réfugiés de la guerre israélo-arabe de 1948. La population de la ville est estimée à 400 000 habitants.
Khan Younès est détruite par l'armée israélienne lors de la guerre dans la bande de Gaza commencée en 2023,,.

## Histoire

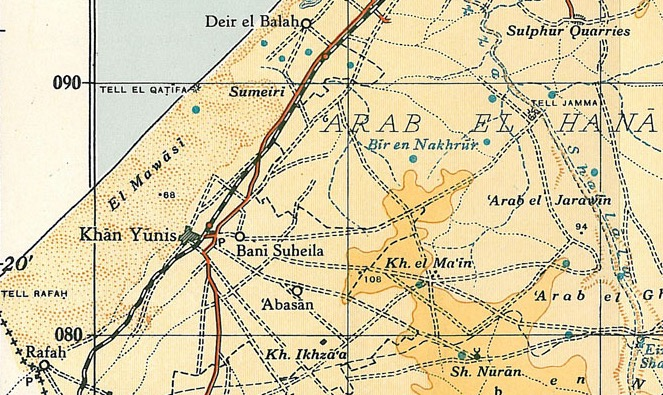
Plan de 1945.

La ville était, avant 1948, une ville de transit pour les commerçants arabes, et les pèlerins en direction de la Mecque.
Lors du grand exode de 1948, la ville a accueilli 35 000 réfugiés palestiniens. En 2002, leur nombre est estimé par l'UNRWA (Agence des Nations unies dédiée au soutien des réfugiés du Proche-Orient) à 60 662, en incluant les descendants des réfugiés.

### Le massacre israélien de 1956
En octobre 1956, lorsque l'Égypte est attaquée par la France, le Royaume-Uni et Israël, Tsahal mène une offensive terrestre dans la bande de Gaza. Un rapport de l'ONU mentionne que le 3 novembre, 75 civils palestiniens ont été amenés sur des lieux publics et abattus par l'armée israélienne. Le massacre est perpétré à l'occasion d'une recherche brutale de fedayins palestiniens, de maison en maison. 111 autres auraient été tués à Rafah,

### Khan Younès et la Seconde Intifada
Khan Younès est réputé pour être une place forte tenue par le Hamas. La ville a donc été une importante base pour les violences politiques palestiniennes et la cible des répliques militaires israéliennes. En août et octobre 2002, des attaques d'hélicoptères israéliens s'y sont déroulées. Une route, qui allait vers la ville juive de Kissoufim située sur la frontière israélienne, passe dans le nord de la ville et occasionnait des tirs de mortier contre les convois israéliens de Tsahal ou des colons israéliens.
Le 16 décembre 2004, des bulldozers ont également été utilisés pour raser une partie de la ville d'où des tirs de mortiers étaient lancés. Dans les semaines précédant cette opération, près de 80 roquettes et tirs de mortiers avaient frappé les colonies israéliennes du Gush Katif, tuant un travailleur thaïlandais et blessant une douzaine de colons et 11 militaires. L'opération a fait un bilan de 14 militants palestiniens tués. Des raids aériens fréquents se sont poursuivis au-dessus de la ville.

### Guerre de 2023-2024
L'armée israélienne lance l'assaut sur l’hôpital Nasser à Khan Younès en février 2024. Plusieurs dizaines de personnes sont d'abord tuées par des tirs de snipers dans l’enceinte ou aux environs immédiats de l’hôpital, selon le bureau humanitaire des Nations unies, dans la semaine précédant l'assaut. Le 13 février, l’armée israélienne ordonne l’évacuation de l’hôpital. Le message « sortez, animaux ! » est d’abord été diffusé en arabe avec un mégaphone, puis, le lendemain, les soldats israéliens envoient un jeune Palestinien qu’ils détenaient relayer leur ordre auprès des quelque 10 000 déplacés et centaines de patients et de soignants présents dans l’hôpital. Une vidéo montre le jeune homme, en combinaison blanche de protection, les mains liées et un bandeau sur la tête, argumentant avec des déplacés, puis être exécuté par les soldats israéliens après être revenu auprès d'eux, comme ceux-ci le lui avaient ordonné. L’armée israélienne a déclaré que l’« incident en question » était « examiné ».
Durant l'assaut, le service d’orthopédie est visé par les bombardements, tandis que certains patients traités dans l’unité de soins intensives meurent en raison d’une pénurie d’oxygène. L'armée israélienne affirme avoir attaqué l’hôpital après avoir collecté des « renseignements crédibles provenant de différentes sources, dont des otages libérés, indiquant que le Hamas avait retenu des otages » dans l’hôpital Nasser – ce que dément le mouvement palestinien. Toutefois, le Haut-Commissariat des Nations unies aux droits de l'homme a, lui, dénoncé la « tendance des forces israéliennes à attaquer des infrastructures essentielles pour sauver des vies à Gaza, notamment des hôpitaux ». D'après le quotidien Le Monde, « déjà étranglé par le siège israélien de l’enclave et débordé par l’afflux de morts et de blessés causés par les bombardements, le système de santé gazaoui est systématiquement pris pour cible par les militaires israéliens. » L’Organisation mondiale de la santé (OMS) a ainsi dénombré des centaines d'attaques israéliennes contre le système de santé de la Bande de Gaza, tuant des centaines de patients. Le 23 avril, le Haut-Commissaire des Nations unies aux droits de l'homme, Volker Türk, appelle à une enquête internationale après la découverte de centaines de corps dans des fosses communes près de l'hôpital Nasser de Khan Younis.
La ville est entièrement détruite à la fin des opérations israéliennes à la fin avril,.
Le 13 juillet un bombardement visant à tuer un dirigeant du Hamas, Mohammed Deif, fait 90 morts et des centaines de blessés. L'armée israélienne lance une nouvelle offensive sur la ville à partir du 23 juillet 2024. Environ 170 Palestiniens sont tués les cinq premiers jours, des centaines sont blessés et plus de 180 000 doivent quitter la ville,.
Au moins 40 personnes sont tuées et 60 blessées dans un bombardement israélien sur une zone humanitaire dans la nuit du 9 au 10 septembre 2024. Au moins 20 personnes sont tuées dans des bombardements le 25 octobre 2024. Le 9 novembre, neuf personnes sont tuées dans des frappes sur des tentes de personnes déplacées. Le 4 janvier 2025, trois personnes dont un enfant sont tuées dans une frappe israélienne sur leur maison. Le 13 janvier 2025, dix personnes sont tuées dans une frappe israélienne. Une petite fille d'un an, ses parents, son grand-père et son oncle figurent parmi les victimes.

## Patrimoine

### Le château de Barquq

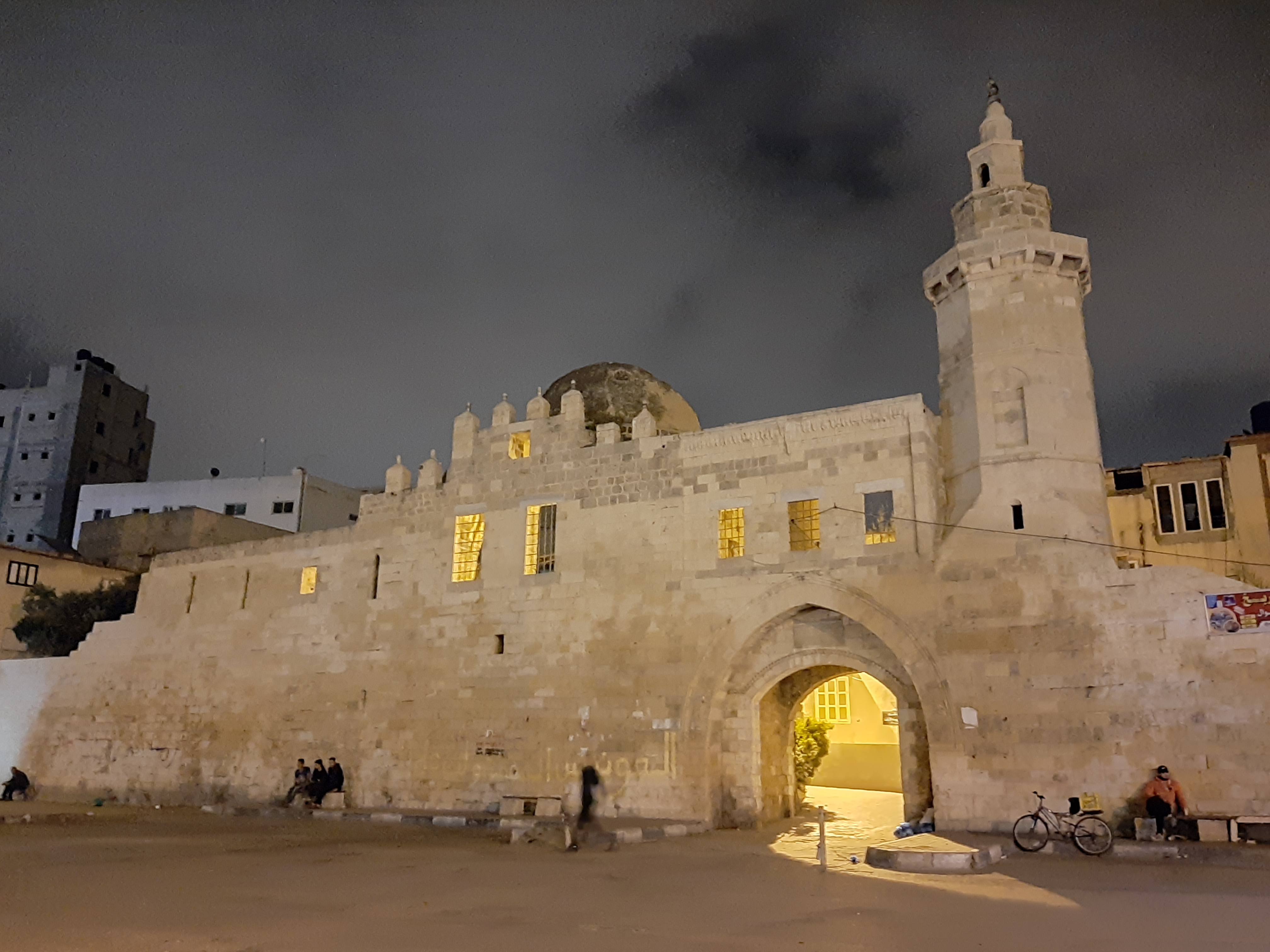
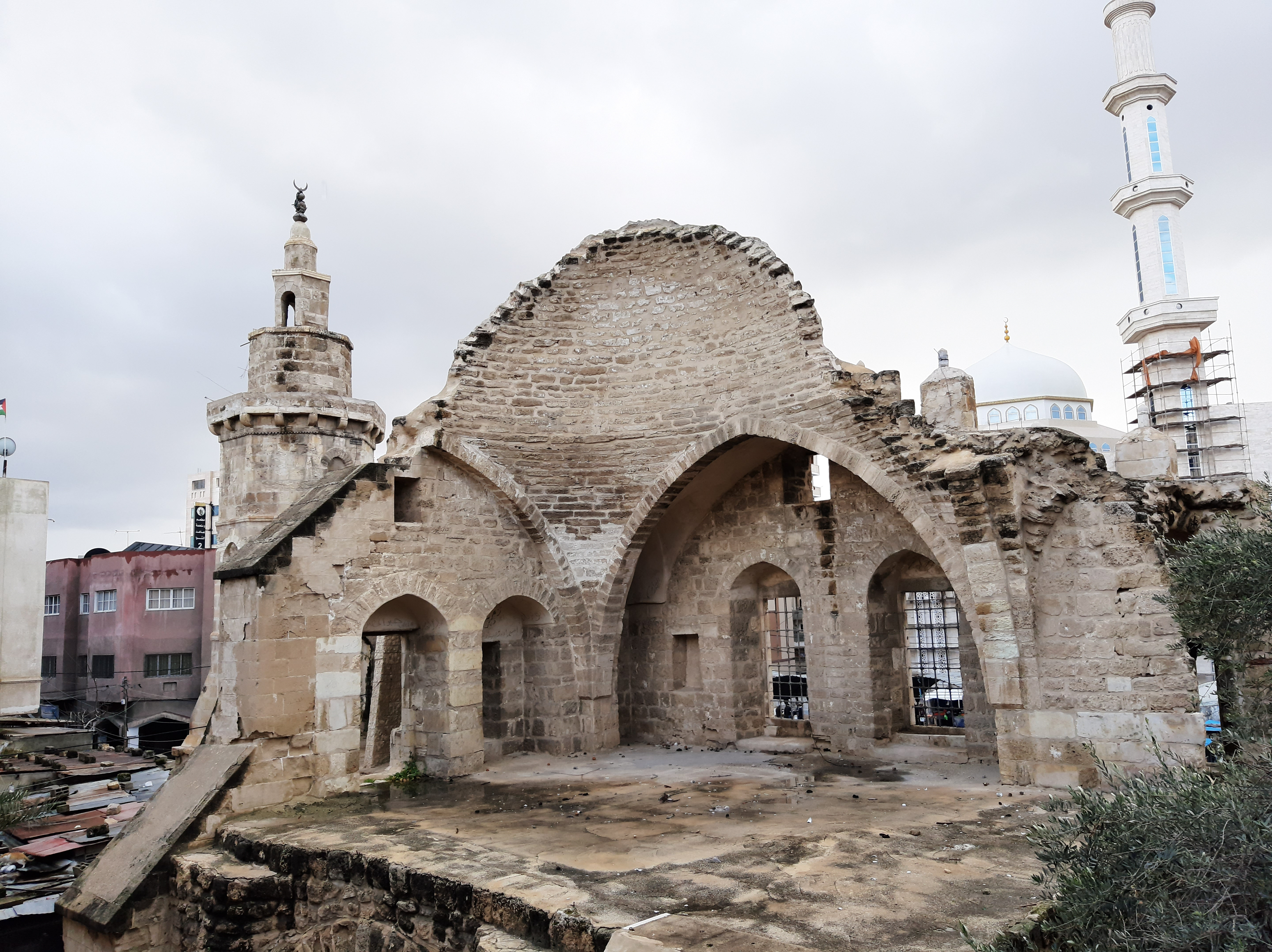
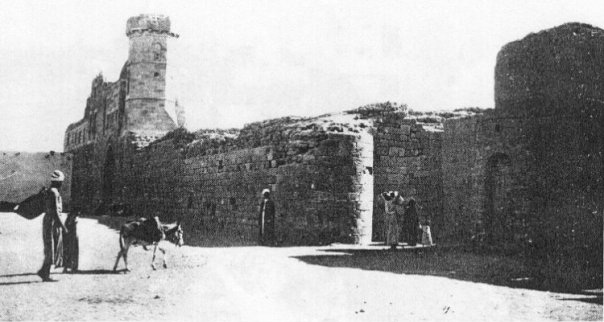
En 1930.

## Équipements

### Le musée culturel d'Al-Qarara
Situé à Al-Qarara, dans la périphérie de Khan Younès, le musée conte l’histoire de la Palestine. Parmi les pièces les plus anciennes, il y a une énorme poterie – un réservoir à eau – et une meule de pressoir à olives, datant de 4 600 ans. On y trouve aussi du patrimoine plus récent comme des pièces de monnaie, des passeports, des objets de la vie de tous les jours.

### Le zoo
Jadis la ville a eu un zoo florissant, mais qui a dû fermer en 2016 à la suite des bombardements israéliens et du blocus économique de l'enclave de la Bande de Gaza,.

## Personnalités
- Razan al-Najjar, infirmière tuée par un sniper de Tsahal en juin 2018, est née à Khan Younès.
- Mohammad Dahlan, homme politique né à Khan Younès en 1961.
- Mohammed Assaf, chanteur palestinien qui a grandi à Khan Younès, vainqueur de la deuxième saison d'Arab Idol[20].
- Hiba Abu Nada (1991-2023) : poétesse et romancière tuée dans un bombardement de l'armée de l'air israélienne contre sa maison à Khan Younès.

Razan al-Najjar.
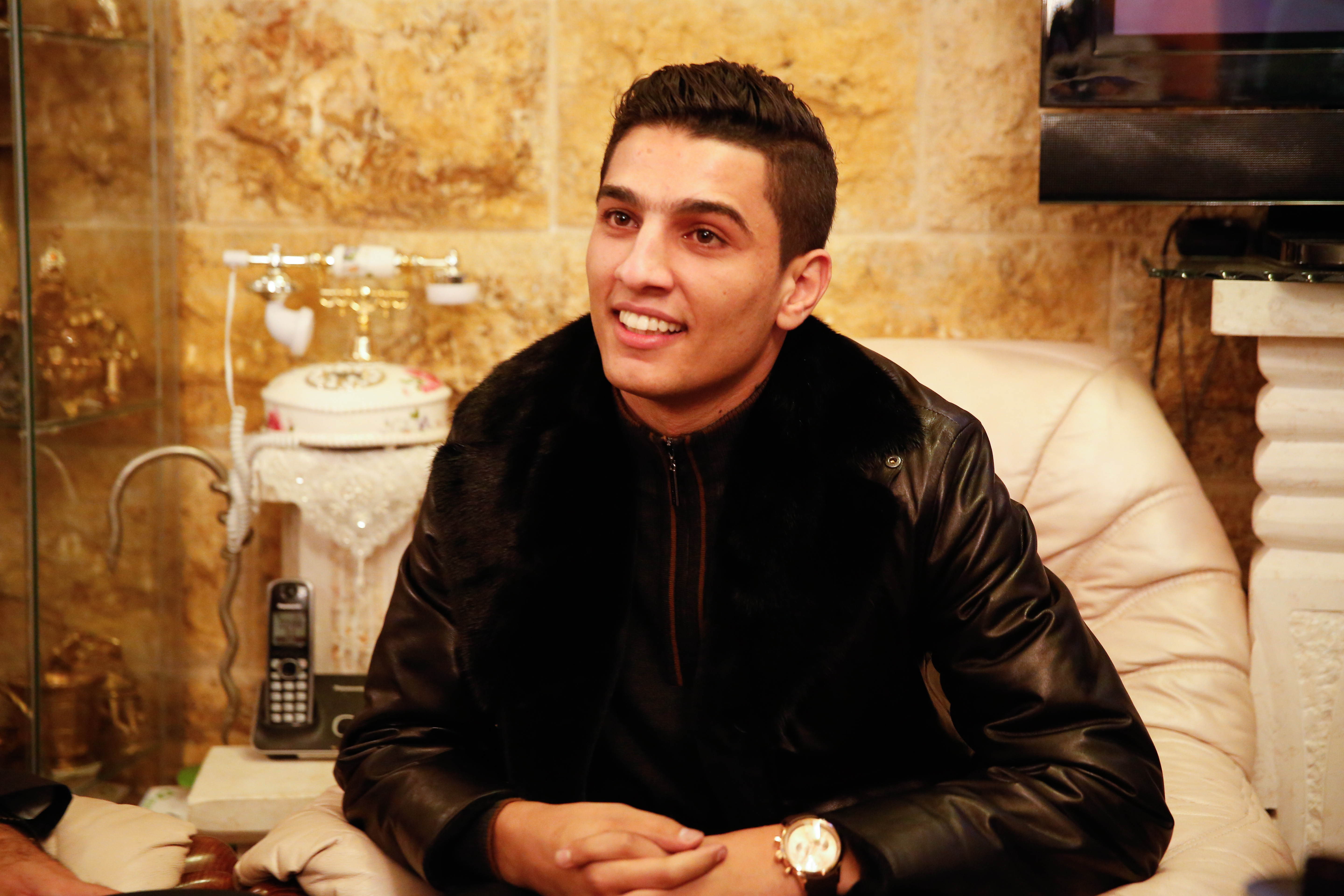
Mohammed Assaf.

## Jumelage
- Almuñecar (Espagne)
- Évry (France)
- Hamar (Norvège)
- Palerme (Italie)

## Galerie

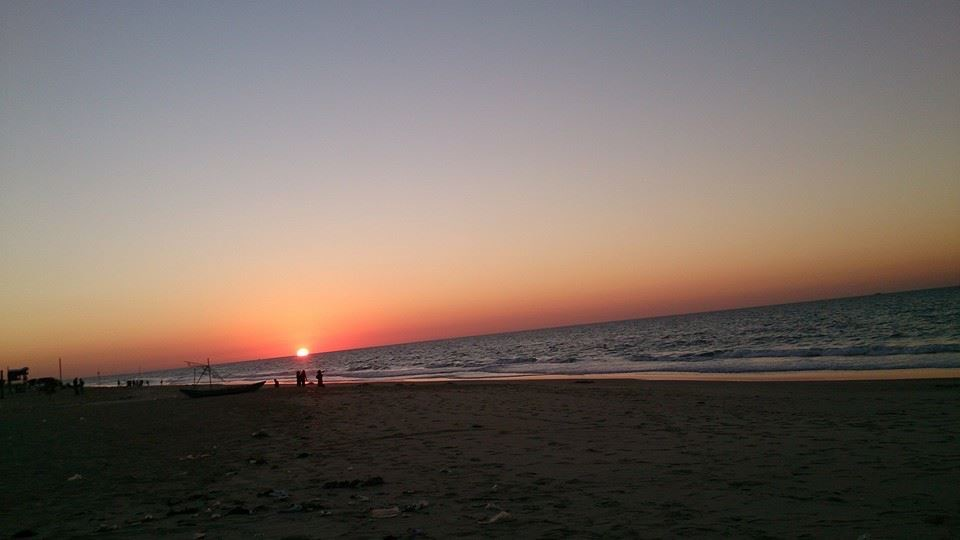
La plage en 2019.
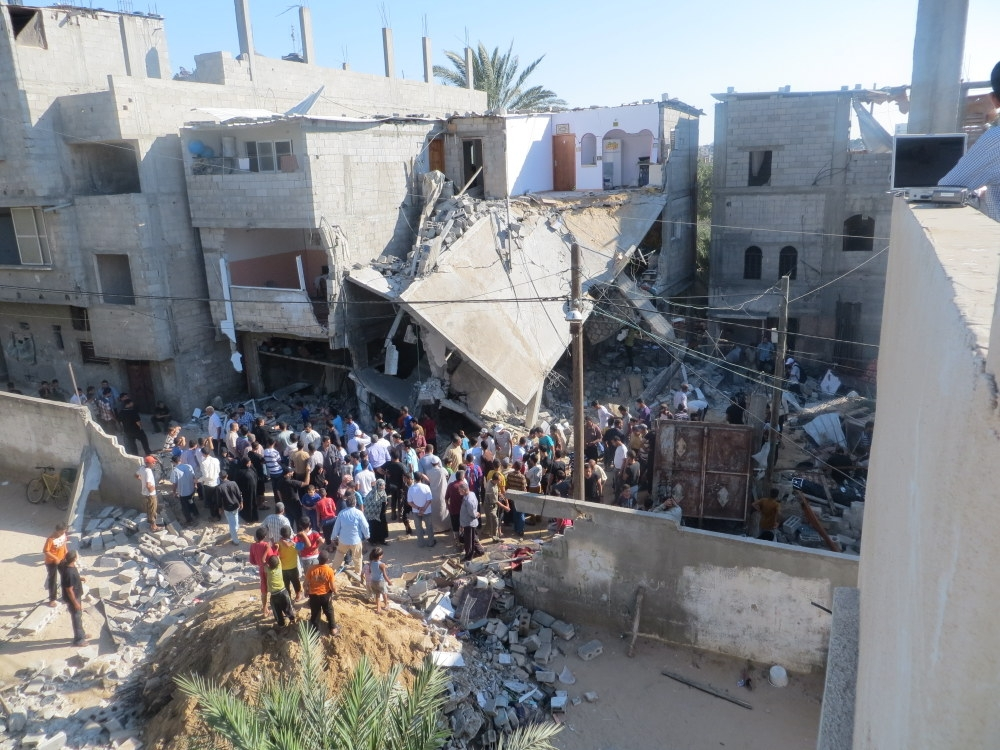
Destructions lors des bombardements israéliens de 2014.
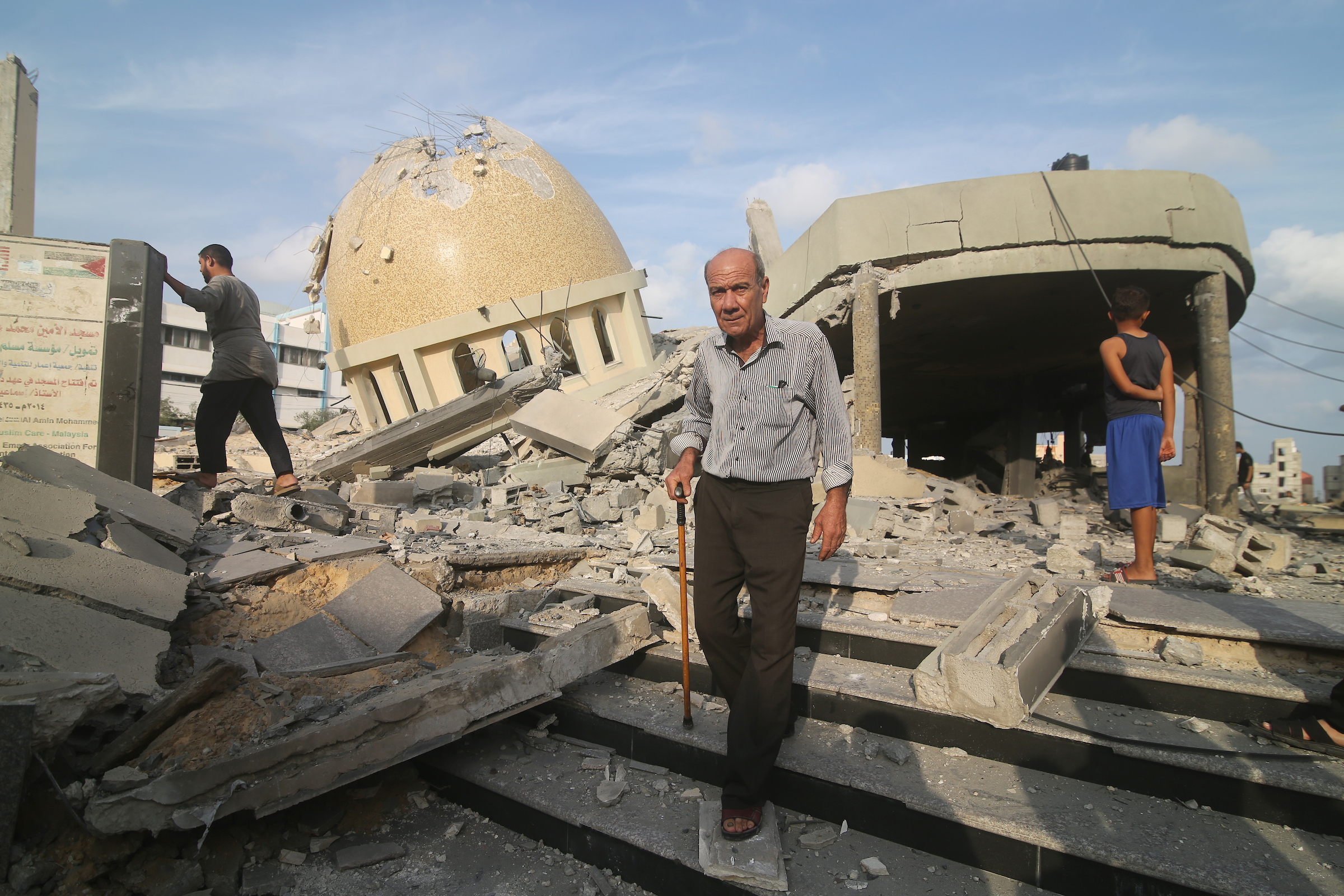
Destructions à Khan Younès à la suite des bombardements israéliens en octobre 2023.